# انگلیسی باستان (فیلم)
انگلیسی باستان (انگلیسی: Old English) فیلمی به کارگردانی آلفرد گرین است که در سال ۱۹۳۰ منتشر شد. از بازیگران آن می‌توان به جرج آرلیس و دوریس لوید اشاره کرد.